# Provinzial-Heil- und Pflegeanstalt Tapiau

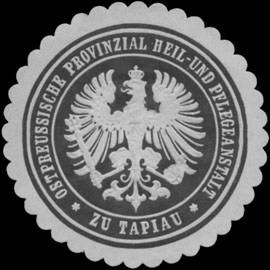
Siegelmarke der Heil- und Pflegeanstalt Tapiau

Die Provinzial-Heil- und Pflegeanstalt Tapiau war ein psychiatrisches Krankenhaus im ostpreußischen Tapiau (Gwardeisk, Oblast Kaliningrad). Es wurde von 1902 bis 1945 betrieben.

## Geschichte

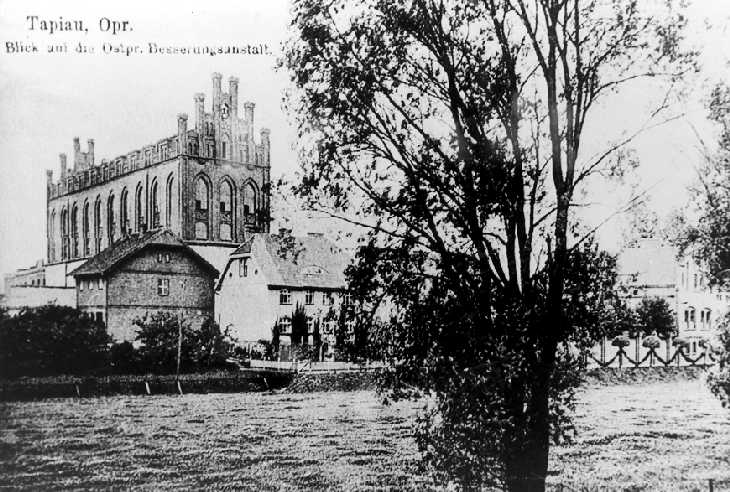
Die Burg Tapiau diente als „Corrections- und Besserungsanstalt Tapiau“

Die Gründung der Heil- und Pflegeanstalt geht zurück auf das bereits 1792 in der Burg Tapiau eingerichtete „Landarmen- und Versorgungshauses Tapiau“. 1801 verfügte die nunmehr „Corrections- und Besserungsanstalt Tapiau“ genannte Einrichtung über 400 Plätze, außerhalb des Anstaltsgeländes wurden drei Gebäude zur Unterbringung ortsfremder Insassen errichtet, hieraus entwickelte sich die spätere Heil- und Pflegeanstalt.
Ende des 19. Jahrhunderts verfügte Ostpreußen über psychiatrische Kliniken in Allenberg und Kortau, die dem steigenden Bedarf nicht mehr gerecht wurden. Die Provinzialverwaltung entschied daher, „die Anstalten zu Allenberg und Kortau von den störendsten und unbequemsten drittklassigen Kranken männlichen Geschlechts zu befreien“. Im Jahr 1898 wurden 50 Patienten aus diesen Anstalten nach Tapiau verlegt, 1904 wurden 68 Patienten betreut.
1900 beschloss der ostpreußische Provinzialverband den Bau einer weiteren Heil- und Pflegeanstalt, die auf einem außerhalb des Burggeländes liegenden Teil der Besserungsanstalt Tapiau erfolgen sollte. Am 15. Dezember 1902 wurde diese mit einer Kapazität von 600 Betten eröffnet, bis zum Ausbruch des Ersten Weltkriegs erfolgte eine ständige Vergrößerung bis zu einer Bettenzahl von 1200. Tapiau diente hierbei weiterhin zur Aufnahme von aus den Anstalten Kortau und Allenberg verlegten Patienten. Bei Einmarsch der russischen Armee in Ostpreußen im August 1914 wurden die Patienten nach Königsberg und in die Landesanstalt für psychisch Kranke Konradstein verlegt, zahlreiche Gebäude der Tapiauer Anstalt wurden durch Kämpfe zerstört.
Zwischen 1934 und 1941 wurden an Tapiauer Patienten Zwangssterilisationen nach dem Gesetz zur Verhütung erbkranken Nachwuchses im Kreiskrankenhaus Tapiau vorgenommen, genaue Zahlen zu deren Umfang liegen nicht vor. Nach der Besetzung des Memellands wurden im April 1939 die Patienten des aufgelösten psychiatrischen Krankenhauses Bachmann (Paupiai) bei Memel (Klaipėda) nach Tapiau verlegt.
Bei Beginn des 2. Weltkriegs wurden Teile der Anstalt zur Unterbringung einer Schule und eines Lazaretts geräumt. Im Rahmen der Aktion T4 wurden am 12. und 13. August 1941 465 Patienten in die Landesanstalt Teupitz sowie 210 nach Altscherbitz verbracht. Von den nach Teupitz verlegten Patienten verblieben 109 in der dortigen Anstalt, von diesen starben 93 bis Kriegsende, nur 8 überlebten auch die unmittelbare Nachkriegszeit. Die übrigen nach Teupitz verlegten Patienten wurden zwischen dem 3. Februar und 27. Juli 1942 nach Altscherbitz, Pfafferode/Mühlhausen, Weilmünster, Eichberg und von dort zum Teil in die Tötungsanstalt Hadamar deportiert. Weitere 223 Patienten wurden am 20. August 1941 nach Altscherbitz verlegt, im Februar 1942 nochmals 349 nach Uchtspringe. Bis 1942 sank die Zahl der Patienten durch diese Verlegungen auf 500.